# Carol Corbu
Carol Corbu (Văleni-Podgoria, 8 febbraio 1946) è un ex triplista rumeno.

## Palmarès

### Europei
- 2 medaglie:
  - 1 argento (Roma 1974)
  - 1 bronzo (Helsinki 1971)

### Europei indoor
- 5 medaglie:
  - 1 oro (Rotterdam 1973)
  - 3 argenti (Sofia 1971; Grenoble 1972; Monaco di Baviera 1976)
  - 1 bronzo (Belgrado 1969)